# Minestrone

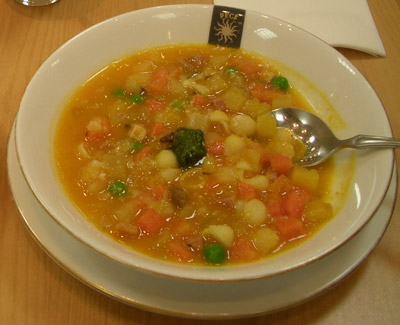
Minestrone

Minestrone is een Italiaanse groentesoep. Minestra is Italiaans voor 'soep', minestrone het vergrootwoord daarvan. Minestrone wordt dus 'de grote soep' genoemd, dit is vanwege de vele ingrediënten die ze kan bevatten.
Minestrone is een dikke volle groentesoep die vaak wordt geserveerd als maaltijdsoep. Er bestaat geen echt recept voor minestrone, omdat het wordt bereid met de verse groenten die in een bepaald seizoen voorhanden zijn. Per streek kan dat verschillen. 